# 3e étape du Tour d'Espagne 2011
La 3e étape du Tour d'Espagne 2011 s'est déroulée le lundi 22 août 2011. Petrel est la ville de départ et Totana est la ville d'arrivée. Il s'agit à la fois d'une étape vallonnée sur 164 km totalement inédite dans le Tour d'Espagne et de l'une des plus courtes de cette édition.
La victoire revient en solitaire à l'Espagnol Pablo Lastras (Movistar), déjà vainqueur de deux étapes en 2002. Cette victoire lui permet également d'endosser le maillot rouge de leader.

## Profil de l'étape
Deux cols de troisième catégorie ont été placés sur cette étape plate, dont le dernier situé à 11 km de la ligne d'arrivée : l'Alto de la Santa.

## Classement de l'étape
|    | Coureur           | Pays     | Équipe              | Temps | Temps          |
| -- | ----------------- | -------- | ------------------- | ----- | -------------- |
| 1  | Pablo Lastras     | Espagne  | Movistar            | en    | 3 h 58 min 0 s |
| 2  | Sylvain Chavanel  | France   | Quick Step          | +     | 15 s           |
| 3  | Markel Irizar     | Espagne  | Team RadioShack     |       | 15 s           |
| 4  | Ruslan Pidgornyy  | Ukraine  | Vacansoleil-DCM     |       | 15 s           |
| 5  | Nicolas Roche     | Irlande  | AG2R La Mondiale    |       | 1 min 43 s     |
| 6  | Matti Breschel    | Danemark | Rabobank            |       | 1 min 43 s     |
| 7  | Valerio Agnoli    | Italie   | Liquigas-Cannondale |       | 1 min 43 s     |
| 8  | Francesco Gavazzi | Italie   | Lampre-ISD          |       | 1 min 43 s     |
| 9  | Enrico Gasparotto | Italie   | Astana              |       | 1 min 43 s     |
| 10 | Jan Bakelandts    | Belgique | Omega Pharma-Lotto  |       | 1 min 43 s     |

## Classement général
|    | Coureur             | Pays        | Équipe              |    | Temps           |
| -- | ------------------- | ----------- | ------------------- | -- | --------------- |
| 1  | Pablo Lastras       | Espagne     | Movistar            | en | 8 h 25 min 59 s |
| 2  | Sylvain Chavanel    | France      | Quick Step          | +  | 20 s            |
| 3  | Markel Irizar       | Espagne     | Team RadioShack     |    | 1 min 08 s      |
| 4  | Ruslan Pidgornyy    | Ukraine     | Vacansoleil-DCM     |    | 1 min 24 s      |
| 5  | Jakob Fuglsang      | Danemark    | Team Leopard-Trek   |    | 1 min 55 s      |
| 6  | Maxime Monfort      | Belgique    | Team Leopard-Trek   |    | 1 min 55 s      |
| 7  | Vincenzo Nibali     | Italie      | Liquigas-Cannondale |    | 1 min 59 s      |
| 8  | Valerio Agnoli      | Italie      | Liquigas-Cannondale |    | 1 min 59 s      |
| 9  | Eros Capecchi       | Italie      | Liquigas-Cannondale |    | 1 min 59 s      |
| 10 | Kanstantsin Siutsou | Biélorussie | Team HTC-Highroad   |    | 2 min 04 s      |

## Classements annexes

### Classement par points
|   | Cycliste           | Pays      | Équipe     | Points |
| - | ------------------ | --------- | ---------- | ------ |
| 1 | Pablo Lastras      | Espagne   | Movistar   | 28     |
| 2 | Sylvain Chavanel   | France    | Quick Step | 26     |
| 3 | Christopher Sutton | Australie | Team Sky   | 25     |

### Classement du meilleur grimpeur
|   | Cycliste      | Pays      | Équipe          | Points |
| - | ------------- | --------- | --------------- | ------ |
| 1 | Pablo Lastras | Espagne   | Movistar        | 3      |
| 2 | Markel Irizar | Espagne   | Team RadioShack | 3      |
| 3 | Paul Martens  | Allemagne | Rabobank        | 3      |

### Classement du combiné
|   | Cycliste         | Pays    | Équipe          | Points |
| - | ---------------- | ------- | --------------- | ------ |
| 1 | Pablo Lastras    | Espagne | Movistar        | 3      |
| 2 | Sylvain Chavanel | France  | Quick Step      | 8      |
| 3 | Markel Irizar    | Espagne | Team RadioShack | 12     |

### Classement par équipes
|   | Équipe          | Pays       | Temps | Temps            |
| - | --------------- | ---------- | ----- | ---------------- |
| 1 | Movistar        | Espagne    | en    | 24 h 49 min 13 s |
| 2 | Quick Step      | Belgique   | +     | 16 s             |
| 3 | Team RadioShack | États-Unis |       | 30 s             |